# Lepisiota gerardi
Lepisiota gerardi är en myrart som först beskrevs av Santschi 1915.  Lepisiota gerardi ingår i släktet Lepisiota och familjen myror. Inga underarter finns listade i Catalogue of Life.